# Stéphane Yelle
Stéphane A. Yelle (* 9. Mai 1974 in Ottawa, Ontario) ist ein ehemaliger kanadischer Eishockeyspieler, der im Verlauf seiner aktiven Karriere zwischen 1991 und 2010 unter anderem 1162 Spiele für die Colorado Avalanche, Calgary Flames, Boston Bruins und Carolina Hurricanes in der National Hockey League auf der Position des Centers bestritten hat. In Diensten der Colorado Avalanche gewann Yelle in den Jahren 1996 und 2001 den Stanley Cup.

## Karriere

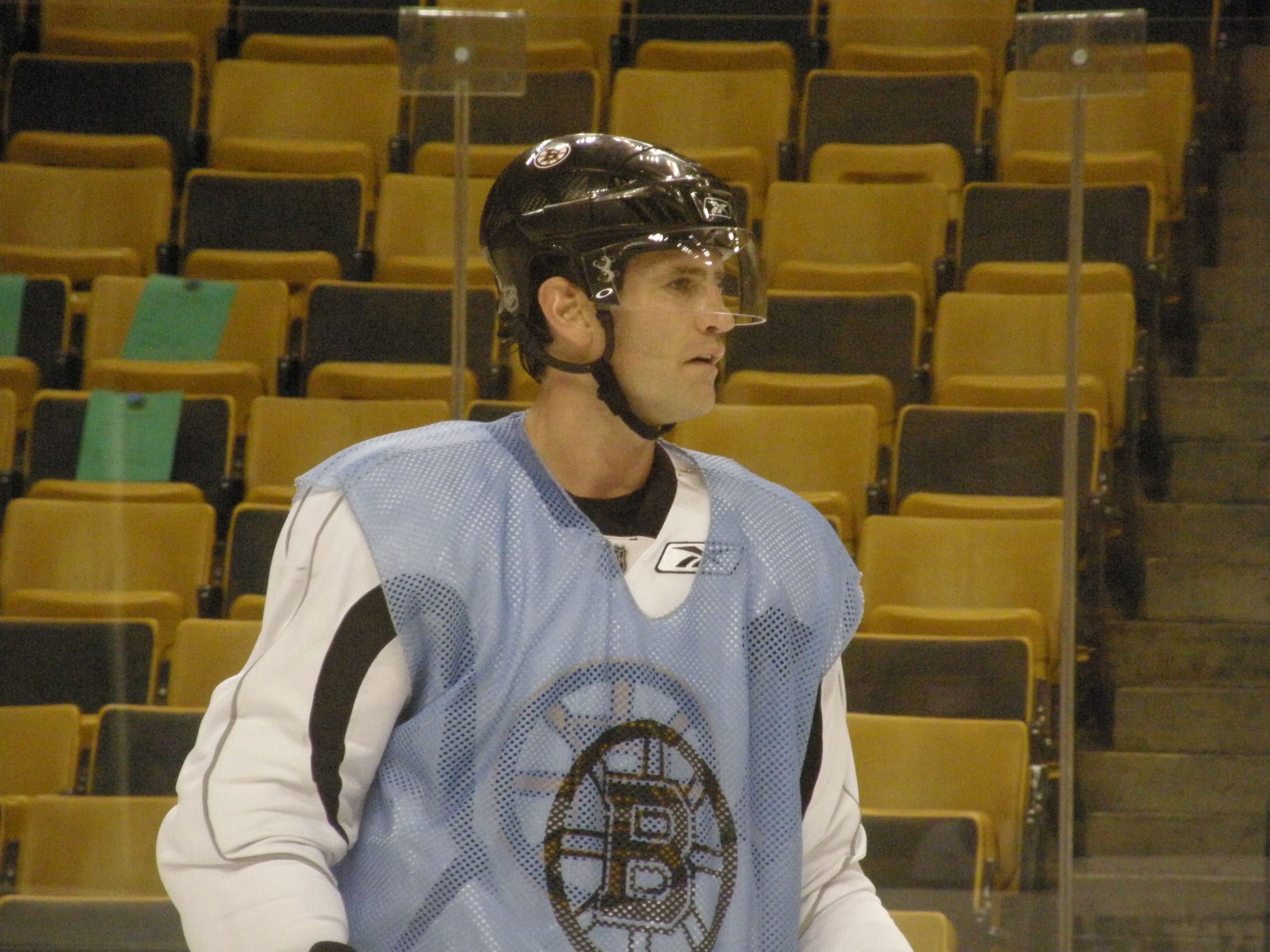
Yelle während eines Trainings bei den Boston Bruins (2008)

Stéphane Yelle begann seine Karriere bei den Oshawa Generals in der kanadischen Juniorenliga Ontario Hockey League, bevor er beim NHL Entry Draft 1992 als 186. in der achten Runde von den New Jersey Devils ausgewählt (gedraftet) wurde.
Bevor der Linksschütze jedoch ein NHL-Spiel für die Devils absolviert hatte, wurde er zu den Québec Nordiques transferiert, die noch vor seinem ersten Einsatz nach Denver, Colorado umgesiedelt wurden und seither unter dem Namen Colorado Avalanche spielen. Mit den Avalanche konnte Yelle 1996 und 2001 den Stanley Cup gewinnen. 2002 wurde er zu den Calgary Flames transferiert, wo er auch aushilfsweise als Verteidiger eingesetzt wurde. Zur Saison 2008/09 unterschrieb der Angreifer einen Vertrag bei den Boston Bruins.
Am 3. März 2010 wurde der Center, seit der Saison 2009/10 bei den Carolina Hurricanes unter Vertrag, von den Canes zusammen mit Harrison Reed zur Colorado Avalanche transferiert, wo er bereits von 1995 bis 2002 erfolgreich spielte. Carolina erhielt im Gegenzug Nachwuchsspieler Cédric Lalonde-McNicoll sowie einen Sechstrunden-Draftpick. Yelle absolvierte noch 17 Spiele für Colorado und beendete im Anschluss an die Saison seine Karriere. Daraufhin wurde er von der Avalanche als Development Coordinator eingestellt.
Yelle galt als defensiv ausgerichteter Center, zu dessen Stärken seine guten Skating-Fähigkeiten sowie sein Unterzahlspiel zählten. Als einer der Führungsspieler seiner jeweiligen Teams verfügte der Angreifer auch über eine überdurchschnittlich hohe Bully-Gewinnquote. Als Schwäche galten seine wenig ausgeprägten Scorerqualitäten sowie seine Verletzungsanfälligkeit.

## Erfolge und Auszeichnungen
- 1996 Stanley-Cup-Gewinn mit der Colorado Avalanche
- 2001 Stanley-Cup-Gewinn mit der Colorado Avalanche

## Karrierestatistik
(Legende zur Spielerstatistik: Sp oder GP = absolvierte Spiele; T oder G = erzielte Tore; V oder A = erzielte Assists; Pkt oder Pts = erzielte Scorerpunkte; SM oder PIM = erhaltene Strafminuten; +/− = Plus/Minus-Bilanz; PP = erzielte Überzahltore; SH = erzielte Unterzahltore; GW = erzielte Siegtore; 1 Play-downs/Relegation; Kursiv: Statistik nicht vollständig)